# 359 Georgia
359 Georgia è un asteroide della fascia principale del diametro medio di circa 43,89 km. Scoperto nel 1893, presenta un'orbita caratterizzata da un semiasse maggiore pari a 2,7305844 UA e da un'eccentricità di 0,1540952, inclinata di 6,76584° rispetto all'eclittica.
Il suo nome fu scelto durante la riunione della Società Astronomica Tedesca del 1902 a Gottinga, e fu dedicato a Giorgio II di Gran Bretagna che, in qualità di Elettore di Hannover, aveva fondato nel 1734 l'Università Georg-August di Gottinga.